# Перепись населения Латвии (1935)
Перепись населения Латвии (1935) — четвёртая всеобщая перепись населения в Латвийской Республике, проведённая в 1935 году. Согласно переписи в стране проживало 1 950 502 человек; из них 1 472 612 человек (75,50 %) были латышами. Население было преимущественно христианским (95,03 %), господствующей конфессией было лютеранство (55,15 %). 

## Национальный и религиозный состав
По переписи 1935 года в Латвии было зарегистрировано 49 национальностей. Основную массу населения составляли латыши (75,50 %). Наибольшим национальным меньшинством были русские (10,59 %). Другими многочисленными национальными меньшинствами, исторически проживавшими на латвийских землях, были евреи (4,79 %), немцы (3,19 %), поляки (2,51 %), белорусы (1,38 %), литовцы (1,17 %).
По переписи 1935 года Латвия была преимущественно христианской страной. 95,03 % населения составляли христиане. Крупнейшими конфессиями были лютеранство (55,15 %) и католицизм (33,39 %). Среди нехристианских религий больше всего последователей имел иудаизм (4,93 %).

## Последующие переписи
Перепись в 1940 г. не проводилась из-за аннексии Латвии СССР.